# Felix Gantmacher
Felix Gantmacher (em russo:  Феликс Рувимович Гантмахер; Odessa, 23 de fevereiro de 1908 — 16 de maio de 1964) foi um matemático soviético.
Foi professor do Instituto de Física e Tecnologia de Moscou. É conhecido por suas contribuições em mecânica, teoria de matrizes e grupo de Lie. Em 1925–1926 participou do seminário conduzido por Nikolai Chebotaryov em Odessa, escrevendo sua primeira obra científica em 1926.
Seu livro Theory of Matrices (1953) é uma obra de referência em teoria de matrizes. Foi traduzido em diversas línguas, incluindo inglês.
Com Mark Krein publicou outro livro de destaque.